# Игита, Рене
Хосе́ Рене́ Иги́та Сапа́та (исп. José René Higuita Zapata; род. 27 августа 1966, Медельин) — колумбийский футболист, вратарь. Игрок национальной сборной (1987—1999). Участник чемпионата мира по футболу 1990. Исполнитель штрафных и пенальти в клубах и сборной. Изобретатель «удара скорпиона». Забил за карьеру более сорока мячей.

## Биография

### «Мильонариос»
Поскольку Игита не смог пробиться в основной состав «Атлетико Насьональ», он был вынужден покинуть клуб и переехать в Мильонариос. Там он стал исполнителем стандартов и забил пять мячей за сезон.

### «Атлетико Насьональ»
Когда Игита заявил о себе, руководство клуба «Атлетико Насьональ» в лице главного тренера Франсиско Матураны приняло решение вернуть его в свои ряды. Именно в «Атлетико Насьональ» Игита провёл часть своей футбольной карьеры.
«Атлетико Насьональ» сумел несколько раз выиграть чемпионат Колумбийской лиги , кубок Либертадорес и Межамериканский кубок благодаря стараниям Игиты. А в 1985 Игита был впервые вызван в молодёжную сборную Колумбии, чтобы принять участие в Южноамериканском кубке и чемпионате мира.

## Международная карьера
В национальной колумбийской сборной Игита числился в период с 1987 по 1999 гг. 
В общей сложности за 12 лет он принял участие в 68 международных матчах и за это время забил 3 мяча.
Принял участие в Чемпионата мира по футболу 1990 года в Италии. 

## Личная жизнь
Хосе Игита женат. У него и его нынешней жены Магнолии сейчас двое детей — Андрес и Памела. Ещё у Хосе есть ребёнок от предыдущего брака — дочь Синди Каролина.
В 1993 году Игита был арестован за участие в похищении ребёнка. Также Хосе был посредником между двумя наркобаронами — Пабло Эскобаром и Карлосом Молиной.
Ещё Игита сидел в тюрьме, где провёл 7 месяцев. Позже его выпустили на свободу, так и не предъявив никаких обвинений. Будучи в заключении, Хосе пропустил Чемпионат мира 1994 года в США.
В 2005 г. Игита принял участие в реалити-шоу. В том же году спортсмен перенёс пластическую операцию.

## Достижения

### Командные
- 3-й призёр Кубка Америки: 1987, 1995
- Обладатель Кубка Либертадорес: 1989
- Финалист Межконтинентального кубка: 1989
- Финалист Кубка Либертадорес: 1995
- Чемпион Колумбии: 1991, 1994

### Личные
- Лучший футболист Южной Америки: 1990
- Третий футболист Южной Америки по версии «El País»: 1989, 1990
- 8-е место в списке лучших вратарей Южной Америки XX века по версии IFFHS
- 3-е место среди вратарей по результативности — 41 гол (после Рожерио Сени и Хосе Луиса Чилаверта)
- Входит в список ФИФА 100
- Golden Foot: 2009 (в номинации «Легенды футбола»)

## Стиль игры
У Игиты был свой стиль игры. Играл он довольно эксцентрично; очень часто футболист слишком рисковал, выходя далеко из штрафной площади, даже стремясь при этом забить гол (он умел проводить голевые атаки). 
Ещё Игита очень хорошо справлялся с пенальти. Иногда забивал даже штрафные.
В 1990 году на Чемпионате мира действия Игиты стоили Колумбии выхода в четвертьфинал. Вратарь вышел с мячом за пределы штрафной площадки и попытался обвести камерунского нападающего Роже Милла, который сумел отобрать у Игиты мяч и поразил беззащитные ворота. Именно подобная неосторожность и принесла Игите его прозвище «Безумец».

### «Удар скорпиона»
6 сентября 1995 года в товарищеской игре с Англией на старом стадионе «Уэмбли» отбил летящий в ворота мяч доселе невиданным ударом, который получил название «удар скорпиона».
Немецкий вратарь Зепп Майер сказал, что проделывал похожие трюки, но только на тренировках, а не в матчах национальной сборной. Полностью же повторить трюк не получалось.